# اورباین والت
اورباین والت (به فرانسوی: Urbain Wallet) بازیکن فوتبال و مدافع اهل فرانسه است که از سال ۱۹۲۵ تا ۱۹۲۹ میلادی عضو تیم ملی فوتبال فرانسه بوده‌است. وی در ۲۱ بازی ملی حضور داشته است و در بازی‌های ملی‌اش گلی به ثمر نرساند.